# Helicoconis iberica
Helicoconis iberica är en insektsart som beskrevs av Ohm 1965. Helicoconis iberica ingår i släktet Helicoconis och familjen vaxsländor. Inga underarter finns listade i Catalogue of Life.